# Prințul Konrad de Bavaria
Prințul Konrad de Bavaria (germană Konrad Luitpold Franz Joseph Maria Prinz von Bayern; 22 noiembrie 1883 – 6 septembrie 1969) a fost membru al casei regale bavareze de Wittelsbach.

## Naștere și familie

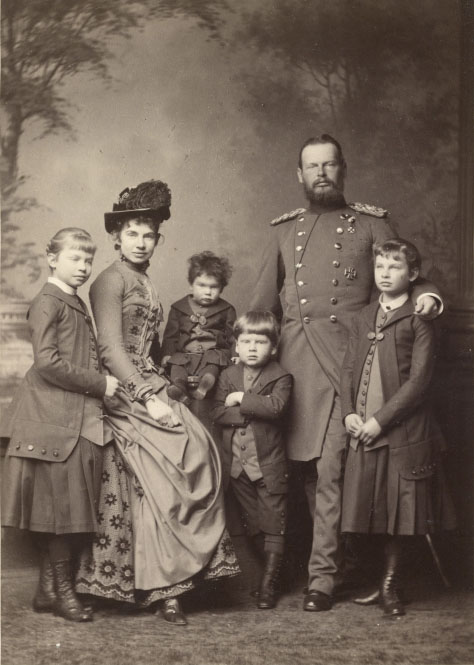
Prințul Konrad, cel mai mic dintre copii, împreună cu părinții și frații săi.

Konrad s-a născut la München, Bavaria, ca cel mai mic copil al Prințului Leopold al Bavariei și al soției acestuia, Arhiducesa Gisela a Austriei (fiica împăratului Franz Joseph I al Austriei și a împărătesei Elisabeta a Austriei). A avut două surori mai mari: Prințesa Elisabeta Maria de Bavaria și Prințesa Auguste Maria de Bavaria și un frate mai mare, Prințul Georg de Bavaria.
În timpul Primului Război Mondial, ca și fratele său, Georg, Konrad a servit în armata bavareză în special pe frontul de est; a fost comandant al regimentului 2 regal de cavalerie grea „Arhiducele Francis Ferdinand al Austriei”. Konrad a ajuns la rangul de maior și și-a dat demisia din armată la 6 februarie 1919.

## Căsătorie
La 8 ianuarie 1921 Prințul Konrad s-a căsătorit cu Prințesa Bona Margherita de Savoia-Genova, fiica Prințului Tomaso de Savoia-Genova și a Prințesei Isabela de Bavaria. Nunta a avut loc la castelul Aglie din Piemont, Italia.
Cuplul a avut doi copii:
- Prințesa Amalie Isabella de Bavaria (1921 - 1985) căsătorită cu Umberto Poletti; a avut copii
- Prințul Eugen de Bavaria (1925 - 1997) căsătorit cu contesa Helene von Khevenhüller-Metsch; fără copii

## Post WWII
La sfârșitul celui de-Al Doilea Război Mondial, Prințul Konrad a fost arestat de armata franceză la Hinterstein, adus la Lindau și internat temporar la hotelul Bayerischer Hof împreună printre alții cu Wilhelm, Prinț Moștenitor al Germaniei și fostul diplomat nazist Hans Georg von Mackensen.
Prințesa Bona a lucrat în timpul războiului ca asistentă medicală, apoi a rămas la rudele ei din Savoia având interzicere de a intra în Germania; nu s-a reunit cu familia sa până în anul 1947.